# 樱井俊
樱井俊（日语：桜井 俊，1953年12月14日—）是日本的郵政、總務官僚，現任財團法人多媒體振興中心理事長。

## 經歷
群馬縣出身。東京大學法學部公法課程畢業。1977年4月，郵政省入省。
- 1980年，電波監理局廣播部企劃課難視聽對策室主查[1]。
- 1981年，大臣官房文書課審議室主查。
- 1982年，電波監理局廣播部企劃課第2企劃係長。
- 1983年，東海郵政局人事部要員課長。
- 1984年，電氣通信局電氣通信事業部監理課長補佐。
- 1992年，大臣官房國際部國際政策課國際經濟室長。
- 1994年，電氣通信局電氣通信事業部事業政策課調查官。
- 1997年7月，電氣通信局電氣通信事業部事業政策課長[2]。
- 1999年7月，通信政策局政策課長[2]。
- 2001年1月，總務省資訊通信政策局綜合政策課長[2]。
- 2001年7月，資訊通信政策局總務課長。
- 2002年1月，大臣官房參事官。
- 2003年1月，大臣官房秘書課長。
- 2004年1月，大臣官房參事官（資訊通信擔當）。
- 2005年8月，綜合通信基礎局電波部長。
- 2006年7月，綜合通信基礎局電氣通信事業部長。
- 2007年7月，大臣官房總括審議官（政策評價，宣傳擔當）。
- 2008年7月，綜合通信基礎局長。
- 2012年9月，資訊通信國際戰略局長。
- 2013年6月，總務審議官（郵政・通信擔當）。
- 2015年7月，總務事務次官。
- 2016年6月，總務省退職。
- 2018年1月，株式會社電通執行長。
- 2018年6月，東急不動產控股株式會社外部董事。
- 2019年3月，電通株式會社（現電通集團公司）董事。
- 2019年6月，群馬縣立前橋高中京濱校友會會長（現任）。
- 2019年6月，辭去東急不動產控股株式會社外部董事職務。
- 2020年1月，電通集團董事副總裁。
- 2020年3月，電通集團代表董事副總裁。[3]
- 2022年1月，卸任電通集團執行副總裁職務。
- 2022年3月，卸任電通集團代表董事職務。
- 2022年6月，卸任一般財團法人全國區域資訊科技振興協會會長職務。擔任一般財團法人多媒體振興中心理事長。[4]

## 人物
- 落語演員立川談之助（日语：立川談之助）是从小學到前橋高校的同學。

- 長子櫻井翔是傑尼斯事務所團體嵐成員，現以演員、歌手、新聞主播及主持身份活動中。